# Vénus em Chamas
Vénus em Chamas é o quinto álbum do grupo português Mão Morta, lançado em 1994 pela BMG Portugal.
O título corresponde ao do instrumental que encerra o disco, da autoria de Carlos Fortes. Originalmente o disco chamava-se Fátima Radical, Bailarina, 22 Anos. [carece de fontes?]
Editado em CD, em 30 de Março de 1994, pela editora BMG Ariola, do grupo multinacional alemão Bertelsmann, com o selo Ariola e a referência 74321199032.

## Faixas
1. "Escorpiões com Sida" (Adolfo Luxúria Canibal)
2. "Velocidade Escaldante" (Adolfo Luxúria Canibal / Carlos Fortes)
3. "Anjos Marotos" (Adolfo Luxúria Canibal / Carlos Fortes)
4. "Massagens Suaves" (Carlos Fortes)
5. "Negra Flor" (Adolfo Luxúria Canibal / Miguel Pedro)
6. "Festim Carnal" (Adolfo Luxúria Canibal / José Pedro Moura, Miguel Pedro, Carlos Fortes)
7. "Hotel Paradis" (Adolfo Luxúria Canibal / António Rafael)
8. "Fogo Selvagem" (Adolfo Luxúria Canibal / Carlos Fortes)
9. "Veados com Fome" (Adolfo Luxúria Canibal)
10. "Desejos Mecânicos" (Adolfo Luxúria Canibal / Miguel Pedro)
11. "Orgia Scherzo em Fá #" (Adolfo Luxúria Canibal / Carlos Fortes, Miguel Pedro)
12. "Delírios Motores" (Adolfo Luxúria Canibal / Carlos Fortes)
13. "Champanhe Quente & Caviar" (Adolfo Luxúria Canibal / Miguel Pedro, Carlos Fortes)
14. "Cães de Crómio" (José Pedro Moura, Carlos Fortes / José Pedro Moura, Carlos Fortes)
15. "Escravos do Desejo" (Adolfo Luxúria Canibal / Carlos Fortes)
16. "Vénus em Chamas" (Carlos Fortes)

## Ficha técnica
- Adolfo Luxúria Canibal - voz[3]
- Carlos Fortes – guitarra, teclas, violino, baixo, voz[3]
- Sapo – guitarra, programações, e-bow[3]
- José Pedro Moura – baixo, programações[3]
- António Rafael – piano, teclas, violino[3]
- Miguel Pedro – bateria, percussões, programações, baixo, guitarra, teclas, violino, voz[3]
- Convidado: Simon Wadsworth – trompete[3]
- Convidado: Luís Pinto Coelho – harmónica, voz[3]

Gravado em Dezembro de 1993 e Janeiro de 1994 por Joaquim Monte, auxiliado por Fred Stone e Ramiro Martins, e misturado em Janeiro e Fevereiro de 1994 por José Fortes, auxiliado por Joaquim Monte, no Edit Studio – Amadora.
Engenharia de som de José Fortes.
Produção de José Fortes e Mão Morta.
Capa de Carlos Sousa Costa.